# 新花卷車站
新花卷車站（日语：／ Shin-hanamaki eki */?）是一個位於日本岩手縣花卷市矢澤第10地割，由東日本旅客鐵道（JR東日本）所經營的鐵路車站。新花卷車站是JR東日本所屬的新幹線路線東北新幹線，與地方交通線釜石線（又暱稱為「銀河夢線釜石線」）的交會車站。
在1971年相關單位規劃東北新幹線的沿線停車站時，花卷市在爭取設站的過程中敗給隔鄰的北上市（北上），因此與水澤市、江刺市（日後合併為奧州市的一部份）爭取水澤江刺車站類似的作法，新花卷是由花卷市與鄰近自治體自行籌措財源之後所設置的請願車站。但與完全是新設的水澤江刺不同，在今日新花卷車站西側原本存在一個釜石線沿線的小站、矢澤車站，但為了與東北新幹線接駁，JR東日本將矢澤車站廢站，對釜石線的部分路線進行改線工程之後，拉至新花卷車站處進行銜接，因此在實務上新花卷其實是矢澤車站遷址之後又予以改名的後繼車站。
由於當初是在既有的兩條路線交會處特意新設的車站，因此新花卷的轉車設施與一般新幹線-在來線轉車站有點不同，旅客無法直接靠一道新幹線專用檢票口在在來線與新幹線月台區之間穿梭，而是必須走出新幹線月台所在的主站舍之後，經過地下道穿越縣道286號，行抵與公路線平行的釜石線月台處轉搭地方班車。言下之意，雖然是同一個車站，但東北新幹線與釜石線的月台，在實際上並沒有相連。

## 車站結構

### 新幹線
對向式月台2面2線的高架車站。由於不設副本線，月台安裝了月台閘門。可停靠標準新幹線規格10節與迷你新幹線規格7節共17節編組列車。

#### 月台配置
| 月台 | 路線                   | 方向 | 目的地                             |
| ---- | ---------------------- | ---- | ---------------------------------- |
| 1    | 東北·秋田·北海道新幹線 | 下行 | 盛岡、新青森、秋田、新函館北斗方向 |
| 2    | 東北·秋田·北海道新幹線 | 上行 | 仙台、宇都宮、大宮、東京方向       |

### 在來線
側式月台1面1線的地面車站。

## 相鄰車站
東日本旅客鐵道
東北新幹線
北上－新花卷－盛岡
■釜石線
快速「濱百合」
花卷－新花卷－土澤
普通
似內－新花卷－小山田

## 外部連結
- （日語）新花卷車站（JR東日本） （页面存档备份，存于）

39°24′23″N 141°10′25″E / 39.40639°N 141.17361°E